# دانيال س. كاربنتر
دانيال س. كاربنتر (بالإنجليزية: Daniel C. Carpenter)‏ هو ضابط شرطة أمريكي، ولد في 1815 في ألباني في الولايات المتحدة، وتوفي في 15 نوفمبر 1866 في نيويورك في الولايات المتحدة.